# Progressione del record mondiale del salto in alto femminile

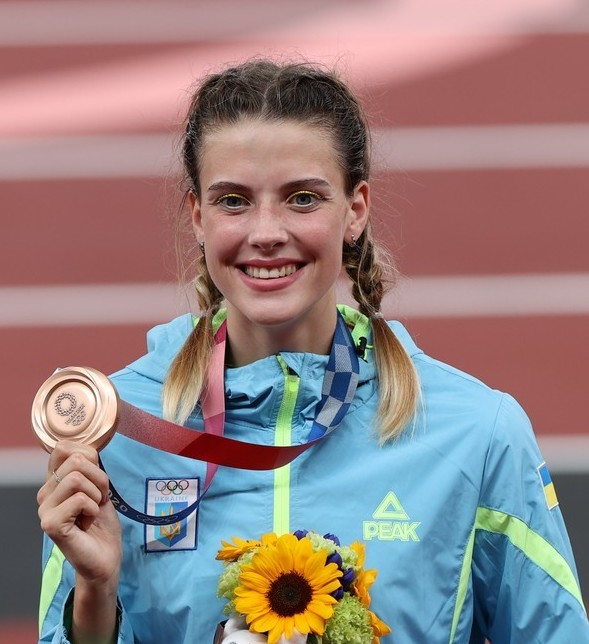
Jaroslava Mahučich, detentrice del record mondiale della specialità

La voce seguente illustra la progressione del record mondiale del salto in alto femminile di atletica leggera.
Il primo record mondiale femminile venne riconosciuto dalla federazione internazionale di atletica leggera nel 1922, mentre il primo record mondiale indoor risale al 1987. Ad oggi, la World Athletics ha ratificato ufficialmente 56 record mondiali assoluti e 4 record mondiali indoor di specialità.

## Progressione

### Record assoluti
| Misura  | Atleta                  | Nazione          | Luogo | Data              | Note |
| ------- | ----------------------- | ---------------- | --- | ----------------- | ---- |
| 1,46 m  | Nancy Vorhees           | Stati Uniti      | Simsbury, Stati Uniti | 20 maggio 1922    |      |
| 1,485 m | Elizabeth Stine         | Stati Uniti      | Leonia, Stati Uniti | 26 maggio 1923    |      |
| 1,485 m | Sophie Eliott-Lynn      | Regno Unito      | Brentwood, Regno Unito | 6 agosto 1923     |      |
| 1,524 m | Phyllis Green           | Regno Unito      | Londra, Regno Unito | 11 luglio 1925    |      |
| 1,552 m | Phyllis Green           | Regno Unito      | Londra, Regno Unito | 2 agosto 1926     |      |
| 1,58 m  | Ethel Catherwood        | Canada           | Regina, Canada | 6 settembre 1926  |      |
| 1,58 m  | Lien Gisolf             | Paesi Bassi      | Bruxelles, Belgio | 3 luglio 1928     |      |
| 1,595 m | Ethel Catherwood        | Canada           | Amsterdam, Paesi Bassi | 5 agosto 1928     |      |
| 1,605 m | Lien Gisolf             | Paesi Bassi      | Maastricht, Paesi Bassi | 18 agosto 1929    |      |
| 1,62 m  | Lien Gisolf             | Paesi Bassi      | Amsterdam, Paesi Bassi | 12 giugno 1932    |      |
| 1,65 m  | Jean Shiley             | Stati Uniti      | Los Angeles, Stati Uniti | 7 agosto 1932     |      |
| 1,65 m  | Babe Didrikson-Zaharias | Stati Uniti      | Los Angeles, Stati Uniti | 7 agosto 1932     |      |
| 1,66 m  | Dorothy Odam-Tyler      | Regno Unito      | Brentwood, Regno Unito | 29 maggio 1939    |      |
| 1,66 m  | Esther Brand            | Sudafrica        | Stellenbosch, Sudafrica | 29 marzo 1941     |      |
| 1,66 m  | Ilsebill Pfenning       | Svizzera         | Lugano, Svizzera | 27 luglio 1941    |      |
| 1,71 m  | Fanny Blankers-Koen     | Paesi Bassi      | Amsterdam, Paesi Bassi | 30 maggio 1943    |      |
| 1,72 m  | Sheila Lerwill          | Regno Unito      | Londra, Regno Unito | 7 luglio 1951     |      |
| 1,73 m  | Aleksandra Čudina       | Unione Sovietica | [[File: Flag of the Soviet Union (1936 – 1955).svg\|class=noviewer\| Unione Sovietica (bandiera)\|border\|20x16px]] Kiev, Unione Sovietica | 22 maggio 1954    |      |
| 1,74 m  | Thelma Hopkins          | Regno Unito      | Belfast, Regno Unito | 5 maggio 1956     |      |
| 1,75 m  | Iolanda Balaș           | Romania          | Bucarest, Romania | 14 luglio 1956    |      |
| 1,76 m  | Mildred McDaniel        | Stati Uniti      | Melbourne, Australia | 1º dicembre 1956  |      |
| 1,76 m  | Iolanda Balaș           | Romania          | Bucarest, Romania | 13 ottobre 1957   |      |
| 1,77 m  | Zheng Fengrong          | Cina             | Pechino, Cina | 17 novembre 1957  |      |
| 1,78 m  | Iolanda Balaș           | Romania          | Bucarest, Romania | 7 giugno 1958     |      |
| 1,80 m  | Iolanda Balaș           | Romania          | Cluj-Napoca, Romania | 22 giugno 1958    |      |
| 1,81 m  | Iolanda Balaș           | Romania          | Poiana Brașov, Romania | 31 luglio 1958    |      |
| 1,82 m  | Iolanda Balaș           | Romania          | Bucarest, Romania | 4 ottobre 1958    |      |
| 1,83 m  | Iolanda Balaș           | Romania          | Bucarest, Romania | 18 ottobre 1958   |      |
| 1,84 m  | Iolanda Balaș           | Romania          | Bucarest, Romania | 21 settembre 1959 |      |
| 1,85 m  | Iolanda Balaș           | Romania          | Bucarest, Romania | 6 giugno 1960     |      |
| 1,86 m  | Iolanda Balaș           | Romania          | Bucarest, Romania | 10 luglio 1960    |      |
| 1,87 m  | Iolanda Balaș           | Romania          | Bucarest, Romania | 15 aprile 1961    |      |
| 1,88 m  | Iolanda Balaș           | Romania          | Varsavia, Polonia | 18 giugno 1961    |      |
| 1,90 m  | Iolanda Balaș           | Romania          | Budapest, Ungheria | 8 luglio 1961     |      |
| 1,91 m  | Iolanda Balaș           | Romania          | Sofia, Bulgaria | 16 luglio 1961    |      |
| 1,92 m  | Ilona Gusenbauer        | Austria          | Vienna, Austria | 4 settembre 1971  |      |
| 1,92 m  | Ulrike Meyfarth         | Germania Ovest   | Monaco, Germania Ovest | 4 settembre 1972  |      |
| 1,94 m  | Jordanka Blagoeva       | Bulgaria         | Zagabria, Jugoslavia | 24 settembre 1972 |      |
| 1,94 m  | Rosemarie Ackermann     | Germania Est     | Berlino Est, Germania Est | 24 agosto 1974    |      |
| 1,95 m  | Rosemarie Ackermann     | Germania Est     | Roma, Italia | 8 settembre 1974  |      |
| 1,96 m  | Rosemarie Ackermann     | Germania Est     | Dresda, Germania Est | 8 maggio 1976     |      |
| 1,96 m  | Rosemarie Ackermann     | Germania Est     | Dresda, Germania Est | 3 luglio 1977     |      |
| 1,97 m  | Rosemarie Ackermann     | Germania Est     | Helsinki, Finlandia | 14 agosto 1977    |      |
| 1,97 m  | Rosemarie Ackermann     | Germania Est     | Berlino Ovest, Germania Ovest | 26 agosto 1977    |      |
| 2,00 m  | Rosemarie Ackermann     | Germania Est     | Berlino Ovest, Germania Ovest | 26 agosto 1977    |      |
| 2,01 m  | Sara Simeoni            | Italia           | Brescia, Italia | 4 agosto 1978     |      |
| 2,01 m  | Sara Simeoni            | Italia           | Praga, Cecoslovacchia | 31 agosto 1978    |      |
| 2,02 m  | Ulrike Meyfarth         | Germania Ovest   | Atene, Grecia | 8 settembre 1982  |      |
| 2,03 m  | Ulrike Meyfarth         | Germania Ovest   | Londra, Regno Unito | 21 agosto 1983    |      |
| 2,03 m  | Tamara Bykova           | Unione Sovietica | Londra, Regno Unito | 21 agosto 1983    |      |
| 2,04 m  | Tamara Bykova           | Unione Sovietica | Pisa, Italia | 25 agosto 1983    |      |
| 2,05 m  | Tamara Bykova           | Unione Sovietica | Kiev, Unione Sovietica | 22 giugno 1984    |      |
| 2,07 m  | Ljudmila Andonova       | Bulgaria         | Berlino Est, Germania Est | 20 luglio 1984    |      |
| 2,07 m  | Stefka Kostadinova      | Bulgaria         | Sofia, Bulgaria | 25 maggio 1986    |      |
| 2,08 m  | Stefka Kostadinova      | Bulgaria         | Sofia, Bulgaria | 31 maggio 1986    |      |
| 2,09 m  | Stefka Kostadinova      | Bulgaria         | Roma, Italia | 30 agosto 1987    |      |
| 2,10 m  | Jaroslava Mahučich      | Ucraina          | Parigi, Francia | 7 luglio 2024     |      |

### Record indoor
Soltanto dal 1º gennaio 1987 la IAAF ha ratificato ufficialmente i record mondiali indoor. Prima di tale anno, le migliori prestazioni definite "record mondiale" non sono state ufficializzate, poiché non idonee rispetto ai protocolli (IAAF Competition Rules), aggiornati ogni due anni. Ad esempio, nel salto in alto femminile è il caso della misura dei 2,03 metri di Tamara Bykova ai campionati europei indoor 1983, ultimo record non ratificato.
| Misura | Atleta             | Nazione  | Luogo                     | Data             | Note |
| ------ | ------------------ | -------- | ------------------------- | ---------------- | ---- |
| 2,05 m | Stefka Kostadinova | Bulgaria | Indianapolis, Stati Uniti | 8 marzo 1987     |      |
| 2,06 m | Stefka Kostadinova | Bulgaria | Atene, Grecia             | 20 febbraio 1988 |      |
| 2,07 m | Heike Henkel       | Germania | Karlsruhe, Germania       | 8 febbraio 1992  |      |
| 2,08 m | Kajsa Bergqvist    | Svezia   | Arnstadt, Germania        | 4 febbraio 2006  |      |